# Paepcke (Adelsgeschlecht)

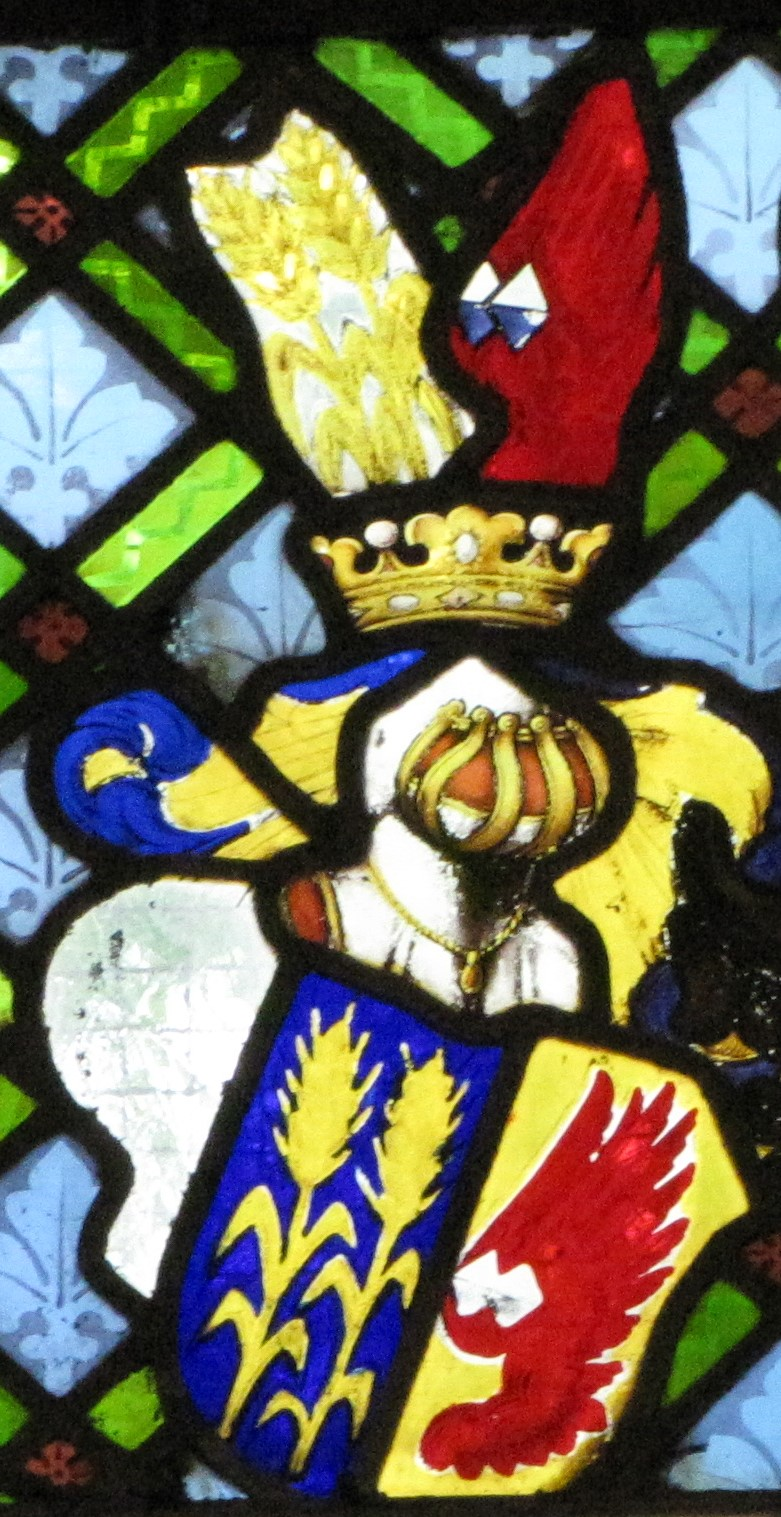
Wappen

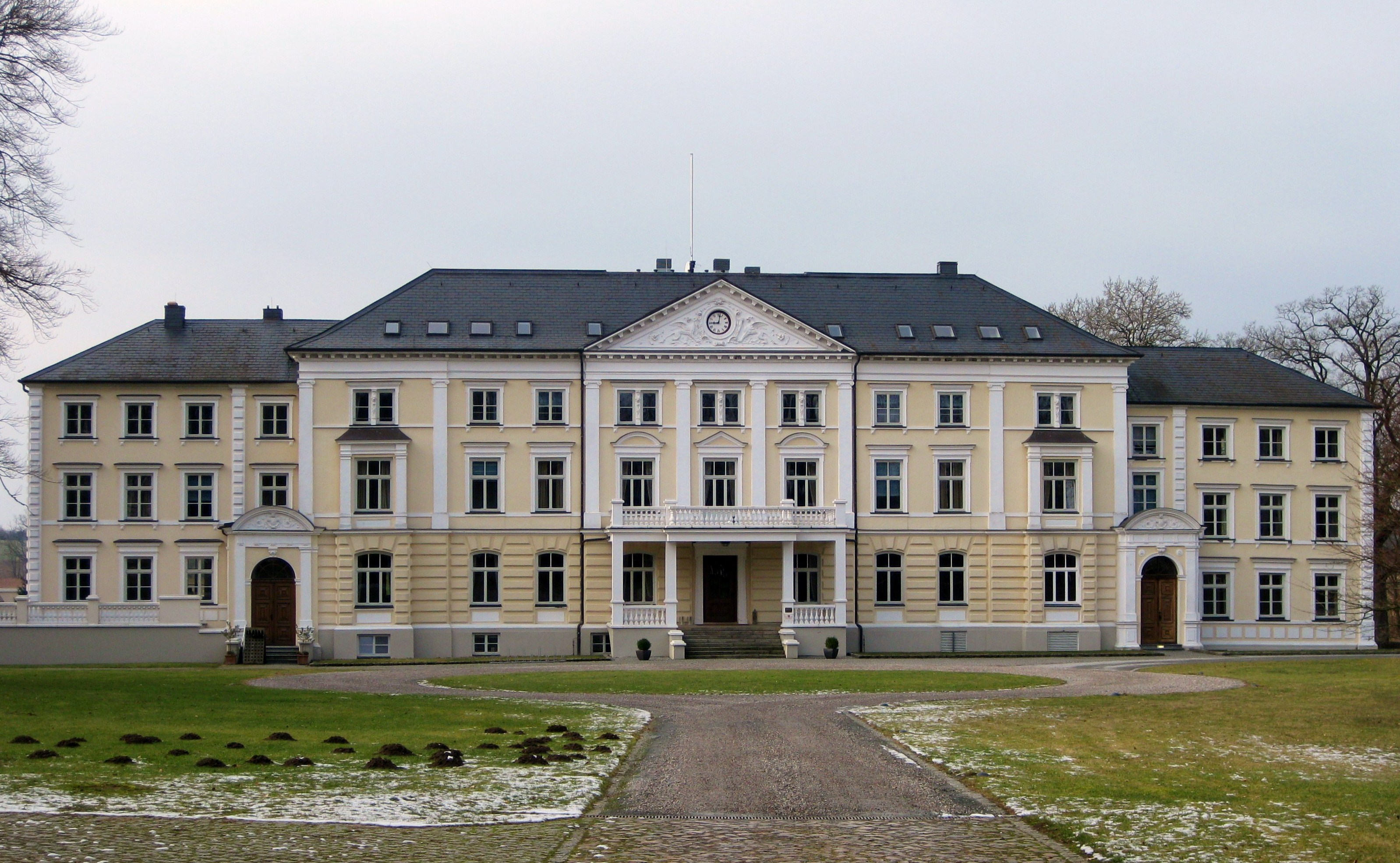
Schloss Lütgenhof

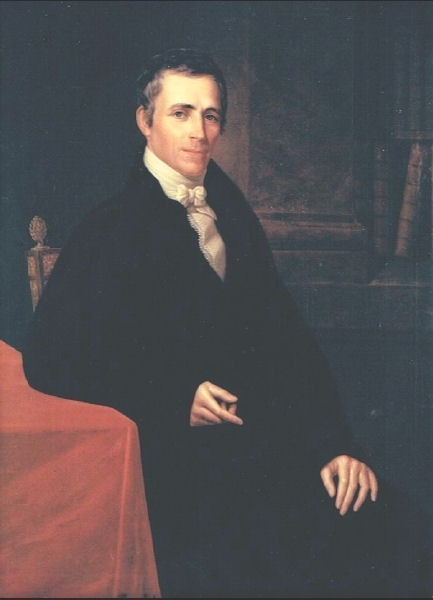
Moritz Christian von Paepcke

Paepcke, auch Paepke ist der Name eines ursprünglich mecklenburgischen Briefadels-Geschlechts.

## Geschichte
Das Adelsgeschlecht geht zurück auf eine bürgerliche, in Mecklenburg und Vorpommern wirkende Akademikerfamilie Papke/Päpke, zu der auch der Greifswalder Bürgermeister Johann Carl Gottfried Paepke gehört. Einzelne Glieder erwarben seit dem 18. Jahrhundert Landbesitz in Mecklenburg, mit dem sie landtagsfähig wurden.
Kaiser Ferdinand I. von Österreich erhob mit Diplom, ausgegeben in Wien am 23. Februar 1839, den mecklenburg-schwerinschen Justizrat Moritz Christian Paepcke auf Lütgenhof mit dem Prädikat Edler von in den Adelstand. Die Anerkennung durch Großherzog Friedrich Franz II. erfolgte am 21. Oktober 1839. Im Jahr 1840 wurde er in den Mecklenburgischen Adel rezipiert.

### Besitzungen
- 1755–1901 Quassel
- 1815–1945 Schloss Lütgenhof, mit Dassow, Vorwerk und Neuvorwerk
- 1815–1945 Prieschendorf (heute Ortsteil von Dassow), mit Benedictenwerk (= Hanstorf, Ortsteil von Papenhusen), Flechtkrug und Anteil an Tramm (Roggenstorf)
- 1917–1945 Holm (Dassow)[2]
- 1916–1945 Schloss Calberwisch (durch Erbe)
- 1945–dato Bredeneek / Holstein (heute nur noch Hof; das Schloss wurde 2004 verkauft)
- nach 1990: Tützpatz (nur die Landwirtschaft)

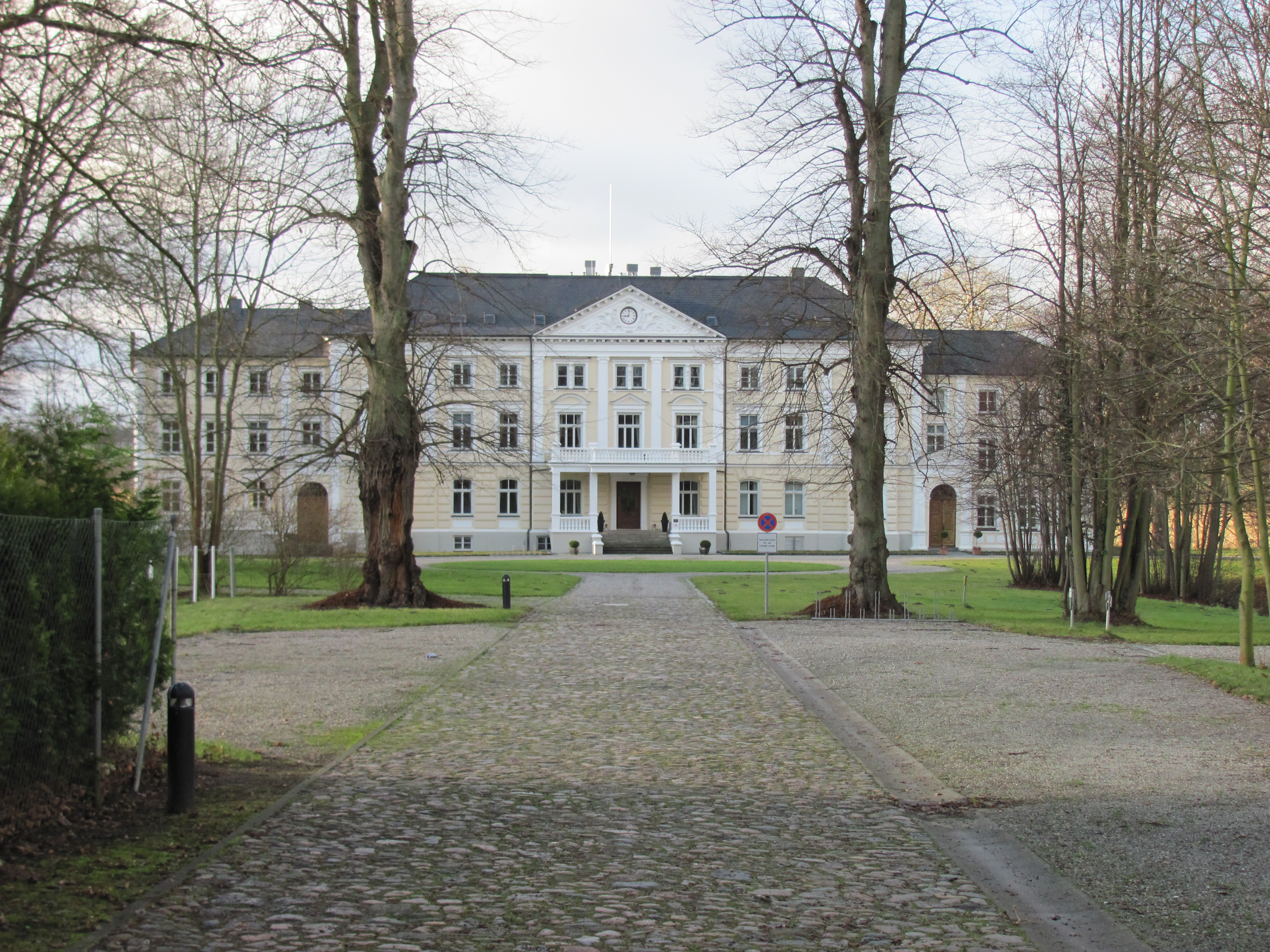
Schloss Lütgenhof
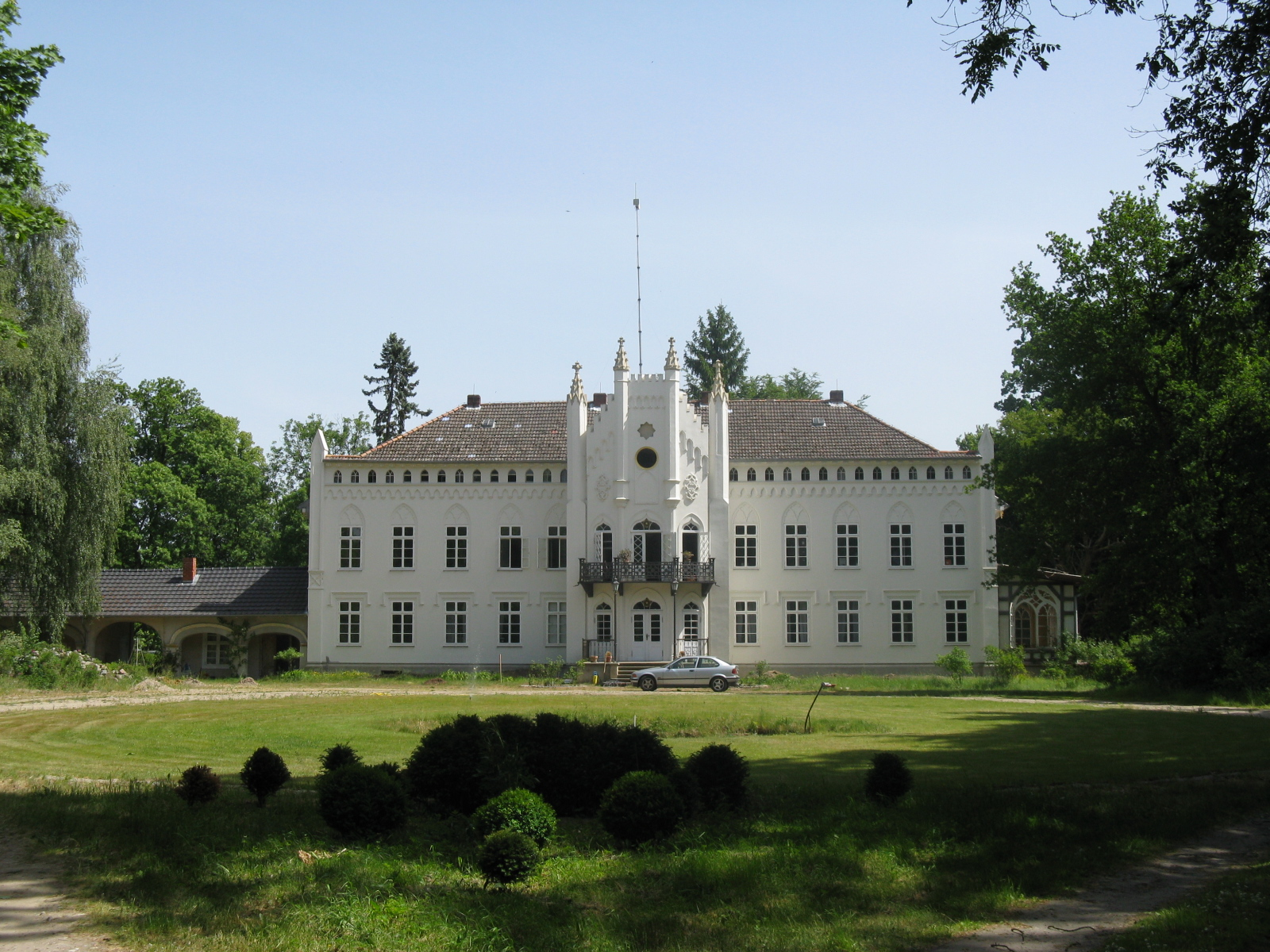
Herrenhaus Quassel
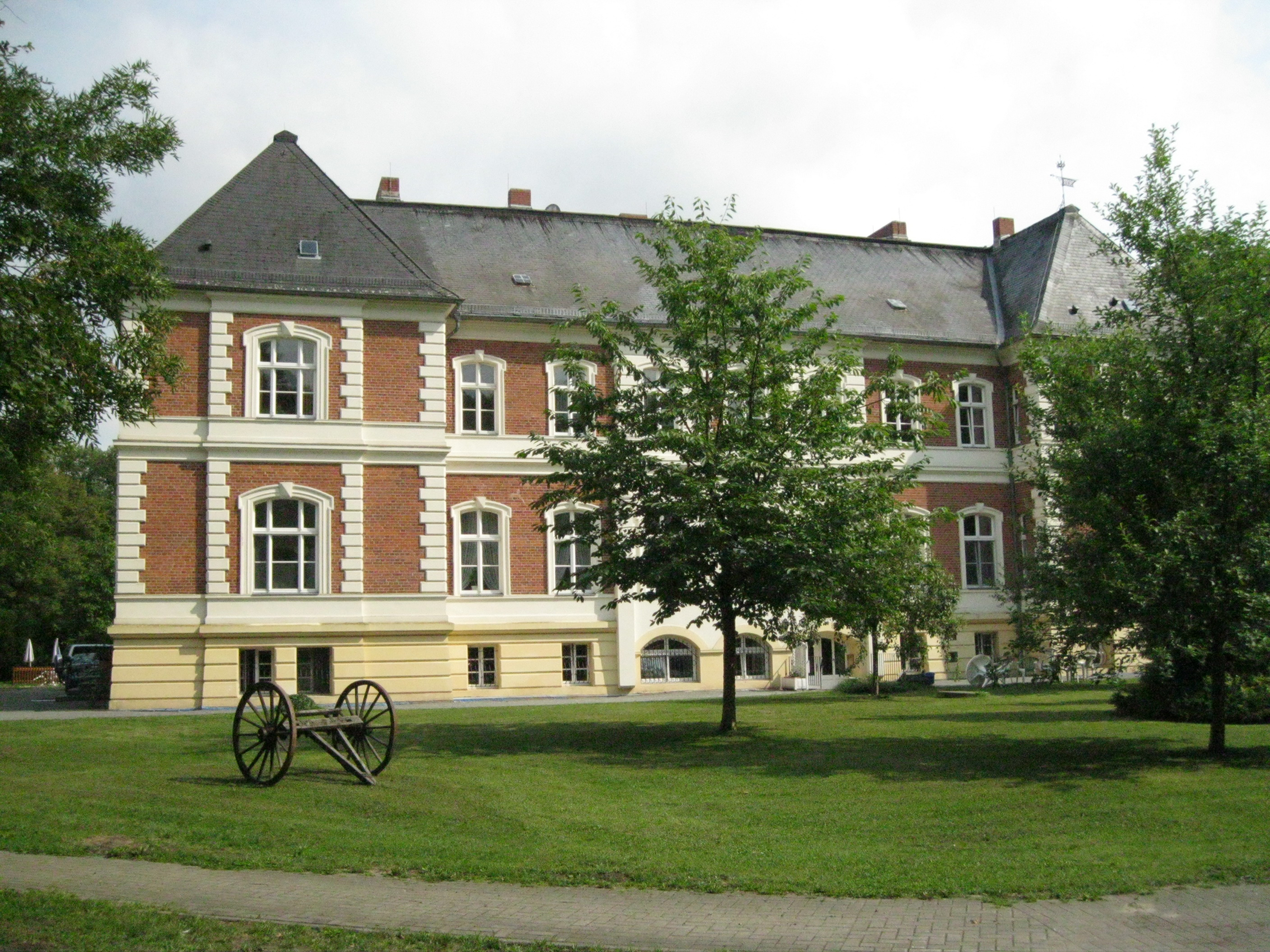
Schloss Calberwisch
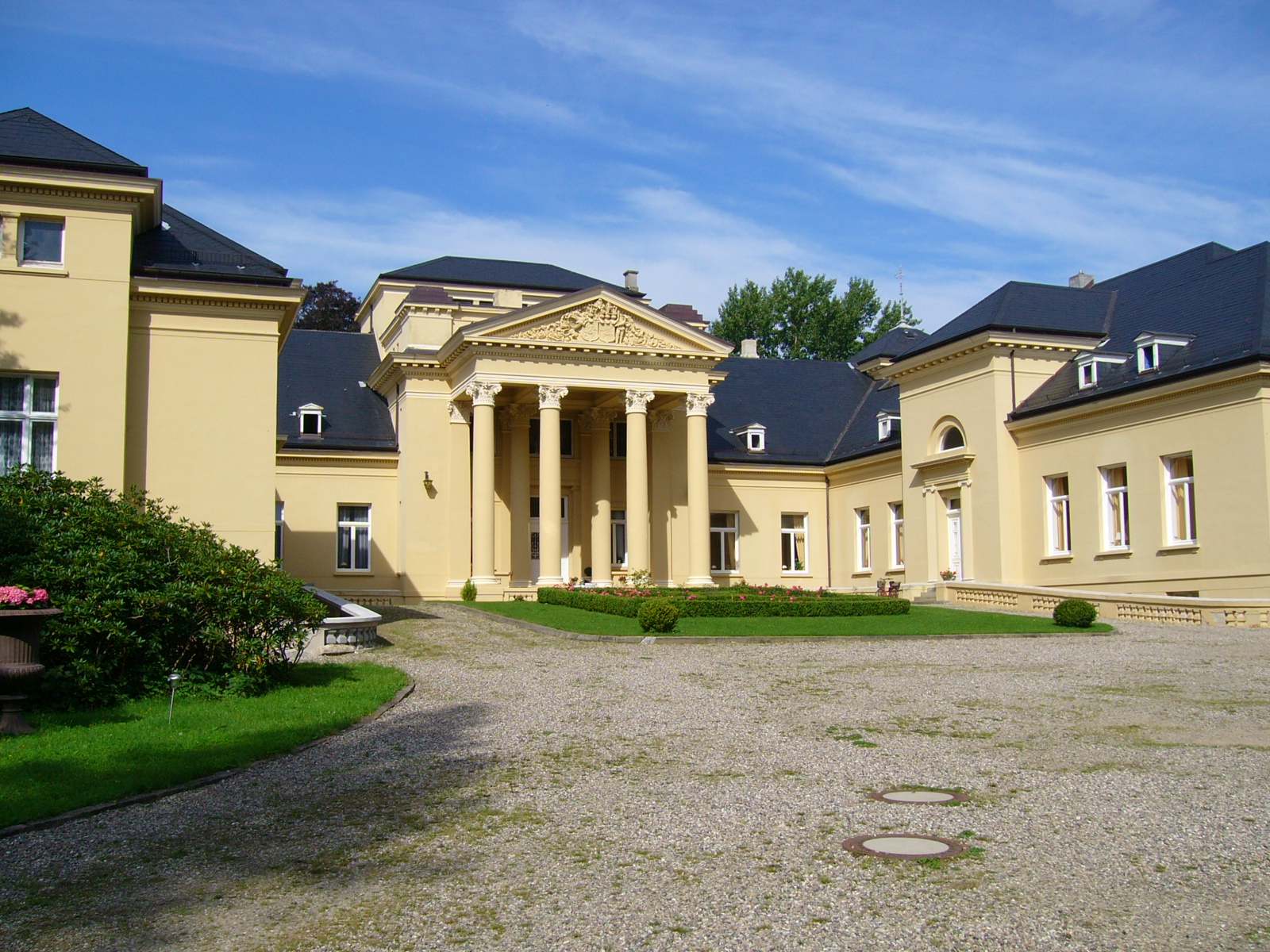
Schloss Bredeneek

Die Familie, vertreten durch Raimar von Paepcke (1880–1954), verheiratet mit Wanda Gräfin Eckbrecht von Dürckheim-Montmartin (1880–1958), blieb bis 1945 auf Lütgenhof (844 ha) mit Prieschendorf (679 ha) und Benedictenwerk genannt Hanstorf (206 ha). Nach der Enteignung übernahm sie das Gut Bredeneek (Lehmkuhlen) aus der Erbschaft von Bodild von Paepcke, geb. von Donner, Ehefrau des Nacherben Gottfried-Reimar von Paepcke.

## Wappen
Das Wappen ist gespalten. Es zeigt vorn in blauem Feld auf grünem Grund zwei üppige Kornpflanzen mit zwei Ähren in ihrer natürlichen Gestalt, hinten in goldenem Feld ein roter geschlossener rechtsgekehrter Adlerflug, jede Sachse mit einer von Silber und Blau geteilten Raute belegt. Auf dem gekrönten Helm die Kornähren und der Flug wie im Schild. Die Helmdecken sind rechts blau silbern, links gold und rot.

## Namensträger
- Moritz Christian von Paepcke (1776–1857), Justizrat, Gutsherr, Landtagsdeputierter, Mitgründer des Mecklenburgischen Ritterschaftlichen Kreditvereins[4]
- Johann Carl Gottfried Paepke (1797–1858), Bürgermeister von Greifswald
- Hendrik von Paepcke (* 1974), deutscher Vielseitigkeitsreiter und Unternehmer
- Elisabeth von Eicken (1862–1940), Malerin, ⚭ 1897 Jeffry Henry Edler von Paepke auf Quassel (1844–1932)[5]

### Literarisches
- Alexander Paepcke ist eine Figur aus Uwe Johnsons Romanzyklus Jahrestage.[6]